# Patinação artística nos Jogos Olímpicos de Inverno de 2010 - Individual feminino
O evento individual feminino da patinação artística nos Jogos Olímpicos de Inverno de 2010 ocorreu no Pacific Coliseum, em Vancouver, Colúmbia Britânica, em 23 e 25 de fevereiro.

## Medalhistas
| Ouro   | KOR Kim Yuna         |
| Prata  | JPN Mao Asada        |
| Bronze | CAN Joannie Rochette |

## Resultados

### Programa curto
O programa curto foi disputado em 23 de fevereiro.
| Pos. | Patinador               | País               | PST   | PET   | PCP   | HP   | TR   | PE   | CO   | IN   | Ded  | Nº |
| ---- | ----------------------- | ------------------ | ----- | ----- | ----- | ---- | ---- | ---- | ---- | ---- | ---- | -- |
| 1    | Kim Yuna                | KOR Coreia do Sul  | 78.50 | 44.70 | 33.80 | 8.60 | 7.90 | 8.60 | 8.40 | 8.75 | 0.00 | 23 |
| 2    | Mao Asada               | JPN Japão          | 73.78 | 41.50 | 32.28 | 8.25 | 7.40 | 8.40 | 8.10 | 8.20 | 0.00 | 22 |
| 3    | Joannie Rochette        | CAN Canadá         | 71.36 | 39.20 | 32.16 | 8.10 | 7.70 | 8.15 | 7.95 | 8.30 | 0.00 | 26 |
| 4    | Miki Ando               | JPN Japão          | 64.76 | 34.80 | 29.96 | 7.70 | 7.00 | 7.60 | 7.50 | 7.65 | 0.00 | 30 |
| 5    | Rachael Flatt           | USA Estados Unidos | 64.64 | 36.80 | 27.84 | 7.00 | 6.60 | 7.05 | 6.95 | 7.20 | 0.00 | 28 |
| 6    | Mirai Nagasu            | USA Estados Unidos | 63.76 | 37.00 | 26.76 | 6.85 | 6.40 | 6.75 | 6.70 | 6.75 | 0.00 | 11 |
| 7    | Carolina Kostner        | ITA Itália         | 63.02 | 33.34 | 29.68 | 7.70 | 7.15 | 7.35 | 7.50 | 7.40 | 0.00 | 29 |
| 8    | Alena Leonova           | RUS Rússia         | 62.14 | 33.90 | 28.24 | 7.15 | 6.70 | 7.25 | 7.00 | 7.20 | 0.00 | 25 |
| 9    | Elene Gedevanishvili    | GEO Geórgia        | 61.92 | 35.80 | 26.12 | 6.60 | 6.05 | 6.75 | 6.55 | 6.70 | 0.00 | 16 |
| 10   | Laura Lepistö           | FIN Finlândia      | 61.36 | 32.88 | 28.48 | 7.20 | 6.80 | 7.25 | 7.15 | 7.20 | 0.00 | 21 |
| 11   | Akiko Suzuki            | JPN Japão          | 61.02 | 33.10 | 27.92 | 7.25 | 6.70 | 7.05 | 6.95 | 6.95 | 0.00 | 24 |
| 12   | Ksenia Makarova         | RUS Rússia         | 59.22 | 35.46 | 23.76 | 6.20 | 5.55 | 6.10 | 5.85 | 6.00 | 0.00 | 8  |
| 13   | Júlia Sebestyén         | HUN Hungria        | 57.46 | 30.70 | 26.76 | 6.90 | 6.30 | 6.80 | 6.70 | 6.75 | 0.00 | 27 |
| 14   | Cynthia Phaneuf         | CAN Canadá         | 57.16 | 31.80 | 26.36 | 6.75 | 6.25 | 6.65 | 6.50 | 6.80 | 1.00 | 15 |
| 15   | Sarah Meier             | SUI Suíça          | 56.70 | 30.70 | 26.00 | 6.60 | 6.10 | 6.65 | 6.45 | 6.70 | 0.00 | 17 |
| 16   | Kwak Min-Jung           | KOR Coreia do Sul  | 53.16 | 31.40 | 21.76 | 5.65 | 5.05 | 5.65 | 5.40 | 5.45 | 0.00 | 9  |
| 17   | Kiira Korpi             | FIN Finlândia      | 52.96 | 27.72 | 26.24 | 6.75 | 6.30 | 6.50 | 6.60 | 6.65 | 1.00 | 19 |
| 18   | Cheltzie Lee            | AUS Austrália      | 52.16 | 30.72 | 21.44 | 5.45 | 5.00 | 5.65 | 5.40 | 5.30 | 0.00 | 5  |
| 19   | Liu Yan                 | CHN China          | 51.74 | 29.94 | 21.80 | 5.65 | 5.10 | 5.45 | 5.45 | 5.60 | 0.00 | 6  |
| 20   | Elena Glebova           | EST Estônia        | 50.80 | 27.20 | 23.60 | 6.05 | 5.60 | 5.90 | 5.85 | 6.10 | 0.00 | 18 |
| 21   | Tuğba Karademir         | TUR Turquia        | 50.74 | 28.74 | 22.00 | 5.60 | 5.20 | 5.50 | 5.50 | 5.70 | 0.00 | 7  |
| 22   | Sonia Lafuente          | ESP Espanha        | 49.74 | 28.94 | 20.80 | 5.40 | 4.90 | 5.25 | 5.25 | 5.20 | 0.00 | 1  |
| 23   | Sarah Hecken            | GER Alemanha       | 49.04 | 27.04 | 22.00 | 5.80 | 5.25 | 5.55 | 5.45 | 5.45 | 0.00 | 20 |
| 24   | Anastasia Gimazetdinova | UZB Uzbequistão    | 49.02 | 27.94 | 21.08 | 5.50 | 4.95 | 5.40 | 5.20 | 5.30 | 0.00 | 14 |
| 25   | Isabelle Pieman         | BEL Bélgica        | 46.10 | 26.26 | 19.84 | 5.10 | 4.60 | 5.15 | 4.90 | 5.05 | 0.00 | 12 |
| 26   | Miriam Ziegler          | AUT Áustria        | 43.84 | 24.80 | 20.04 | 5.25 | 4.75 | 4.90 | 5.15 | 5.00 | 1.00 | 3  |
| 27   | Teodora Poštič          | SLO Eslovênia      | 43.80 | 23.80 | 20.00 | 5.10 | 4.65 | 5.15 | 5.00 | 5.10 | 0.00 | 13 |
| 28   | Ivana Reitmayerová      | SVK Eslováquia     | 41.94 | 22.66 | 19.28 | 5.00 | 4.60 | 4.85 | 4.90 | 4.75 | 0.00 | 2  |
| 29   | Jenna McCorkell         | GBR Grã-Bretanha   | 40.64 | 20.08 | 21.56 | 5.60 | 5.15 | 5.25 | 5.50 | 5.45 | 1.00 | 10 |
| 30   | Anna Jurkiewicz         | POL Polônia        | 36.10 | 16.78 | 19.32 | 5.05 | 4.65 | 4.75 | 4.85 | 4.85 | 0.00 | 4  |

### Patinação livre
A patinação livre foi disputada em 25 de fevereiro.
| Pos. | Patinador               | País               | PST    | PET   | PCP   | HP   | TR   | PE   | CO   | IN   | Ded  | Nº |
| ---- | ----------------------- | ------------------ | ------ | ----- | ----- | ---- | ---- | ---- | ---- | ---- | ---- | -- |
| 1    | Kim Yuna                | KOR Coreia do Sul  | 150.06 | 78.30 | 71.76 | 9.05 | 8.60 | 9.15 | 8.95 | 9.10 | 0.00 | 21 |
| 2    | Mao Asada               | JPN Japão          | 131.72 | 64.68 | 67.04 | 8.55 | 7.85 | 8.50 | 8.45 | 8.55 | 0.00 | 22 |
| 3    | Joannie Rochette        | CAN Canadá         | 131.28 | 62.80 | 68.48 | 8.60 | 8.30 | 8.55 | 8.65 | 8.70 | 0.00 | 23 |
| 4    | Laura Lepistö           | FIN Finlândia      | 126.61 | 63.89 | 62.72 | 7.95 | 7.50 | 7.80 | 7.95 | 8.00 | 0.00 | 16 |
| 5    | Mirai Nagasu            | USA Estados Unidos | 126.39 | 65.83 | 60.56 | 7.75 | 7.25 | 7.70 | 7.55 | 7.60 | 0.00 | 24 |
| 6    | Miki Ando               | JPN Japão          | 124.10 | 62.50 | 61.60 | 7.95 | 7.25 | 7.75 | 7.70 | 7.85 | 0.00 | 20 |
| 7    | Akiko Suzuki            | JPN Japão          | 120.42 | 60.98 | 59.44 | 7.40 | 7.05 | 7.55 | 7.50 | 7.65 | 0.00 | 14 |
| 8    | Rachael Flatt           | USA Estados Unidos | 117.85 | 59.37 | 58.48 | 7.40 | 6.95 | 7.45 | 7.35 | 7.40 | 0.00 | 19 |
| 9    | Ksenia Makarova         | RUS Rússia         | 112.69 | 58.77 | 53.92 | 6.95 | 6.40 | 6.85 | 6.80 | 6.70 | 0.00 | 17 |
| 10   | Alena Leonova           | RUS Rússia         | 110.32 | 55.84 | 54.48 | 7.05 | 6.60 | 6.80 | 6.75 | 6.85 | 0.00 | 13 |
| 11   | Kiira Korpi             | FIN Finlândia      | 108.61 | 54.93 | 53.68 | 6.85 | 6.45 | 6.75 | 6.70 | 6.80 | 0.00 | 8  |
| 12   | Kwak Min-Jung           | KOR Coreia do Sul  | 102.37 | 53.57 | 48.80 | 6.25 | 5.80 | 6.15 | 6.15 | 6.15 | 0.00 | 12 |
| 13   | Cynthia Phaneuf         | CAN Canadá         | 99.46  | 48.94 | 51.52 | 6.65 | 6.00 | 6.55 | 6.45 | 6.55 | 1.00 | 7  |
| 14   | Sarah Meier             | SUI Suíça          | 96.11  | 43.87 | 52.24 | 6.60 | 6.30 | 6.50 | 6.55 | 6.70 | 0.00 | 10 |
| 15   | Sarah Hecken            | GER Alemanha       | 94.90  | 50.98 | 43.92 | 5.75 | 5.30 | 5.45 | 5.50 | 5.45 | 0.00 | 6  |
| 16   | Júlia Sebestyén         | HUN Hungria        | 93.80  | 41.32 | 52.48 | 6.90 | 6.30 | 6.60 | 6.55 | 6.45 | 0.00 | 11 |
| 17   | Elene Gedevanishvili    | GEO Geórgia        | 93.32  | 40.64 | 53.68 | 6.95 | 6.50 | 6.60 | 6.75 | 6.75 | 1.00 | 18 |
| 18   | Liu Yan                 | CHN China          | 91.73  | 49.33 | 42.40 | 5.50 | 5.00 | 5.30 | 5.45 | 5.25 | 0.00 | 3  |
| 19   | Carolina Kostner        | ITA Itália         | 88.88  | 34.84 | 57.04 | 7.55 | 6.95 | 6.70 | 7.30 | 7.15 | 3.00 | 15 |
| 20   | Cheltzie Lee            | AUS Austrália      | 86.00  | 42.44 | 44.56 | 5.85 | 5.30 | 5.60 | 5.65 | 5.45 | 1.00 | 9  |
| 21   | Sonia Lafuente          | ESP Espanha        | 83.77  | 43.97 | 40.80 | 5.25 | 4.75 | 5.15 | 5.20 | 5.15 | 1.00 | 2  |
| 22   | Elena Glebova           | EST Estônia        | 83.39  | 39.11 | 45.28 | 5.85 | 5.55 | 5.50 | 5.65 | 5.75 | 1.00 | 4  |
| 23   | Anastasia Gimazetdinova | UZB Uzbequistão    | 82.63  | 41.47 | 42.16 | 5.55 | 5.05 | 5.15 | 5.30 | 5.30 | 1.00 | 5  |
| 24   | Tuğba Karademir         | TUR Turquia        | 78.80  | 37.64 | 42.16 | 5.45 | 4.95 | 5.30 | 5.40 | 5.25 | 1.00 | 1  |

### Total

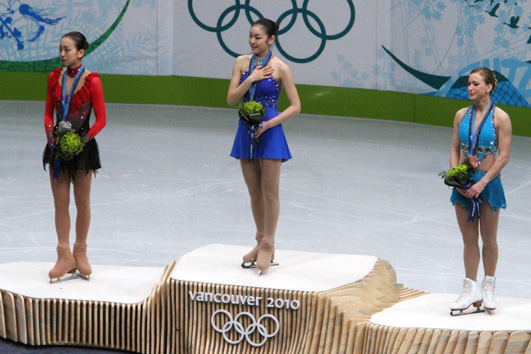
As medalhistas no pódio. Da esquerda: Mao Asada (prata), Kim Yuna (ouro) e Joannie Rochette (bronze).

| Pos.                                | Patinador               | País               | Pontuação total | PC | PL |
| ----------------------------------- | ----------------------- | ------------------ | --------------- | -- | -- |
| Medalha de ouro                     | Kim Yuna                | KOR Coreia do Sul  | 228.56          | 1  | 1  |
| Medalha de prata                    | Mao Asada               | JPN Japão          | 205.50          | 2  | 2  |
| Medalha de bronze                   | Joannie Rochette        | CAN Canadá         | 202.64          | 3  | 3  |
| 4                                   | Mirai Nagasu            | USA Estados Unidos | 190.15          | 6  | 5  |
| 5                                   | Miki Ando               | JPN Japão          | 188.86          | 4  | 6  |
| 6                                   | Laura Lepistö           | FIN Finlândia      | 187.97          | 10 | 4  |
| 7                                   | Rachael Flatt           | USA Estados Unidos | 182.49          | 5  | 8  |
| 8                                   | Akiko Suzuki            | JPN Japão          | 181.44          | 11 | 7  |
| 9                                   | Alena Leonova           | RUS Rússia         | 172.46          | 8  | 10 |
| 10                                  | Ksenia Makarova         | RUS Rússia         | 171.91          | 12 | 9  |
| 11                                  | Kiira Korpi             | FIN Finlândia      | 161.57          | 17 | 11 |
| 12                                  | Cynthia Phaneuf         | CAN Canadá         | 156.62          | 14 | 13 |
| 13                                  | Kwak Min-Jung           | KOR Coreia do Sul  | 155.53          | 16 | 12 |
| 14                                  | Elene Gedevanishvili    | GEO Geórgia        | 155.24          | 9  | 17 |
| 15                                  | Sarah Meier             | SUI Suíça          | 152.81          | 15 | 14 |
| 16                                  | Carolina Kostner        | ITA Itália         | 151.90          | 7  | 19 |
| 17                                  | Júlia Sebestyén         | HUN Hungria        | 151.26          | 13 | 16 |
| 18                                  | Sarah Hecken            | GER Alemanha       | 143.94          | 23 | 15 |
| 19                                  | Liu Yan                 | CHN China          | 143.47          | 19 | 18 |
| 20                                  | Cheltzie Lee            | AUS Austrália      | 138.16          | 18 | 20 |
| 21                                  | Elena Glebova           | EST Estônia        | 134.19          | 20 | 22 |
| 22                                  | Sonia Lafuente          | ESP Espanha        | 133.51          | 22 | 21 |
| 23                                  | Anastasia Gimazetdinova | UZB Uzbequistão    | 131.65          | 24 | 23 |
| 24                                  | Tuğba Karademir         | TUR Turquia        | 129.54          | 21 | 24 |
| Não avançaram para o programa longo |                         |                    |                 |    |    |
| 25                                  | Isabelle Pieman         | BEL Bélgica        | 46.10           | 25 | -  |
| 26                                  | Miriam Ziegler          | AUT Áustria        | 43.84           | 26 | -  |
| 27                                  | Teodora Poštič          | SLO Eslovênia      | 43.80           | 27 | -  |
| 28                                  | Ivana Reitmayerová      | SVK Eslováquia     | 41.94           | 28 | -  |
| 29                                  | Jenna McCorkell         | GBR Grã-Bretanha   | 40.64           | 29 | -  |
| 30                                  | Anna Jurkiewicz         | POL Polônia        | 36.10           | 30 | -  |

Legenda
| Recorde mundial      | Recorde mundial (World record)               |                       | Recorde africano                      | Recorde africano (African) |                                           | Q | Classificado por posição (Qualified) |
| Recorde olímpico     | Recorde olímpico (Olympic record)            | Recorde da América    | Recorde da América (Americas)         | q                          | Classificado por melhor tempo (Qualified) |   |                                      |
| Melhor marca do ano  | Melhor marca do ano (World leading)          | Recorde asiático      | Recorde asiático (Asian)              | DNS                        | Não largou (Did not start)                |   |                                      |
| Recorde nacional     | Recorde nacional (National record)           | Recorde europeu       | Recorde europeu (European)            | DNF                        | Não terminou (Did not finish)             |   |                                      |
| Recorde pessoal      | Recorde pessoal do atleta (Personal best)    | Recorde da Oceania    | Recorde da Oceania (Oceania)          | DSQ / DQ                   | Desclassificado (Disqualified)            |   |                                      |
| Recorde da temporada | Recorde da temporada do atleta (Season best) | Recorde sul-americano | Recorde sul-americano (South America) | NM                         | Sem marca (No mark)                       |   |                                      |